# エヴリヤ・チェレビ
エヴリヤ・チェレビ（オスマン語 اوليا چلبي Evliyâ Çelebî, トルコ語 Evliya Çelebi、1611年3月25日? - 1682年）は、オスマン帝国時代の大旅行家。

## 生涯
エヴリヤ・チェレビは1611年にコンスタンティノープルで生まれた。彼の一家はキュタヒヤ出身で、父親はオスマン帝国の宮廷に仕える宝石商だった。エヴリヤ・チェレビは恵まれた教育を受けて育ち、チェレビはスーフィズムの教団に加入したとも言われる。
1640年にチェレビは、コンスタンティノープルの旅を始める。市内の建物・バザール、風習、文化などを克明に記録した。チェレビは続いて町から出て旅を始め、それ以来40年以上にわたりオスマン帝国各地や周囲の国々を旅して大旅行記を記した。それらはSeyahatname（旅行記）として10巻に纏められた。1682年にチェレビはこの世を去ったが、死亡したのがコンスタンティノープルだったかカイロだったかは定かではない。

## 旅行記
チェレビの旅行記には虚構と思われるような箇所も指摘されているが、17世紀のオスマン帝国全域の生活様式を今日知る上で一級の見聞録であるのは間違いない。
第1巻はコンスタンティノープル（イスタンブール）の旅行記で、第2巻はアナトリア、最終巻はカイロの旅行記である。10巻全巻が外国語に訳されているわけではないが、アルバニア旅行記、ディヤルバクル、ビトリス県、ブルガリアのハスコヴォ州などの旅行記は外国語に訳されている。最長の英語版は1834年にオーストリアの東洋学者・Joseph von Hammer-Purgstallによって出版されたが、翻訳に難があった。
エヴリヤ・チェレビの功績で最たるものは、彼が克明にその当時各地で話されていた言語の記録を残している点である。30以上のトルコ語の方言や各国語の資料を残している。インド・ヨーロッパ語族の存在にこそ触れていないが、ドイツ語からペルシア語までの類似性に気づいていた。特に東アナトリアの旅行記では、クルド語について詳細に分析している。チェレビがコーカサス諸語、ペロポネソス半島の東端のツァコン語(Tsakonian)、黒海北部のウビフ語についても詳述している点は特筆できる。

## 登場作品

### テレビドラマ
『新・オスマン帝国外伝〜影の女帝キョセム〜』

### 小説
オルハン・パムク『白い城』